# Genial oder Daneben?
Genial oder Daneben? war eine deutsche Quizsendung, die von Hugo Egon Balder moderiert und ab August 2020 auf Sat.1 ausgestrahlt wurde. Die Folgen wurden am Morgen des Ausstrahlungstages auf dem Pay-TV-Sender Sat.1 emotions erstgesendet. Am Abend folgte die Ausstrahlung im Free-TV auf Sat.1. 
Das Quiz ist ein Ableger von Genial daneben und die Fortführung von Genial daneben – Das Quiz, das von 2018 bis 2020 gesendet wurde.

## Konzept
Die Sendung wurde ab 2020 in einem neu gestaltetem Studio in den MMC Studios und aufgrund der COVID-19-Pandemie ohne Publikum aufgezeichnet. Im Gegensatz zu den sechs Kandidaten mit sechs Fragen bei Genial daneben – Das Quiz gab es nur noch ein Kandidatenpaar. Sie bekommen sechs Fragen gestellt. Die zwei prominenten Gäste und die Dauerkandidaten Hella von Sinnen und Wigald Boning bekommen sechs Fragen gestellt, beraten sich und geben jeder einen Tipp ab. Danach muss sich das Paar innerhalb von 20 Sekunden für eine Antwort entscheiden. Für jede richtige Antwort erhält das Paar 500 Euro, also bis zu 3000 Euro. Sollte das Paar alle Fragen falsch beantworten, so kann es im Finale noch um 500 Euro spielen. Im Finalspiel „Mehr oder weniger“ gibt Hugo Egon Balder eine beliebige Zahl vor. Danach stellen die vier Prominenten nacheinander eine Frage. Das Kandidatenpaar muss sich innerhalb von 10 Sekunden entscheiden, ob die Zahl höher oder tiefer liegt. Ist die Antwort richtig, so geht das Spiel weiter. Wenn die Antwort falsch ist, bleibt es bei der zuvor erspielten Gewinnsumme. Werden alle Fragen richtig beantwortet, wird der vorher erspielte Gewinn verdoppelt. Der maximale Gewinn liegt bei 6000 Euro. Inzwischen wird nicht mehr zum Casting aufgerufen, folglich werden aktuell keine weiteren Sendungen produziert. Die für Dezember 2020 vorgesehenen Folgen wurden bisher noch nicht ausgestrahlt.

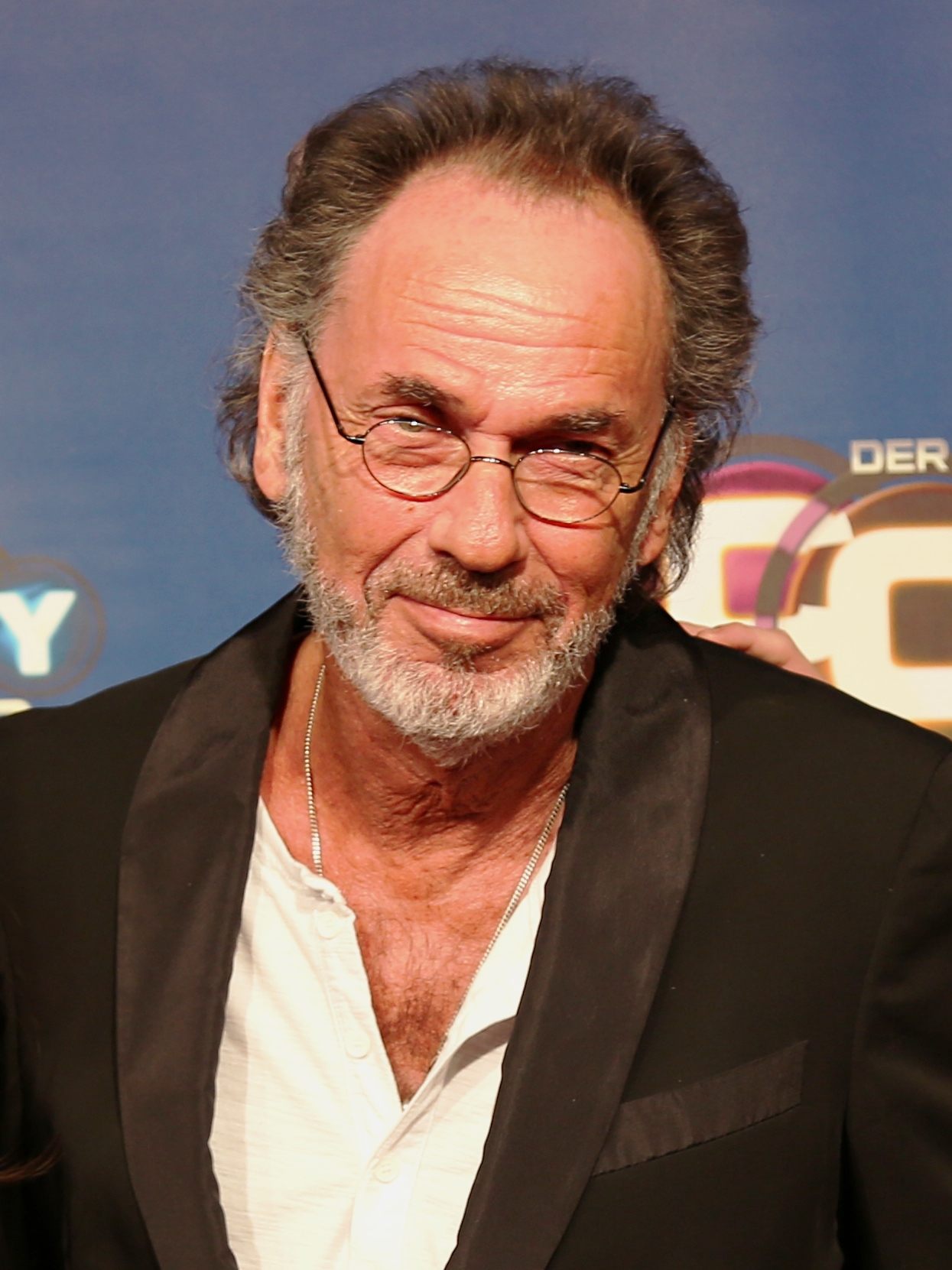
Moderator Hugo Egon Balder
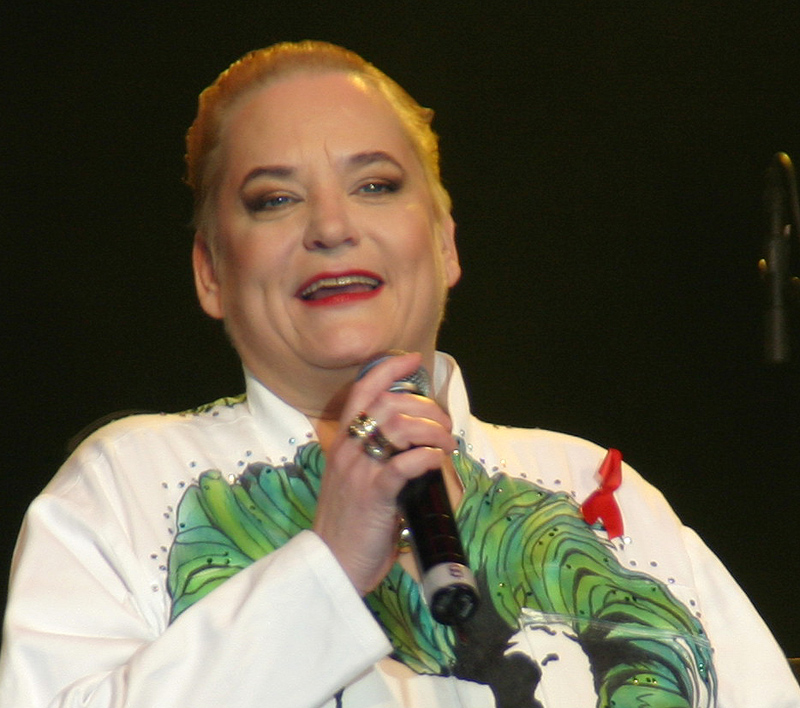
Dauerkandidatin Hella von Sinnen
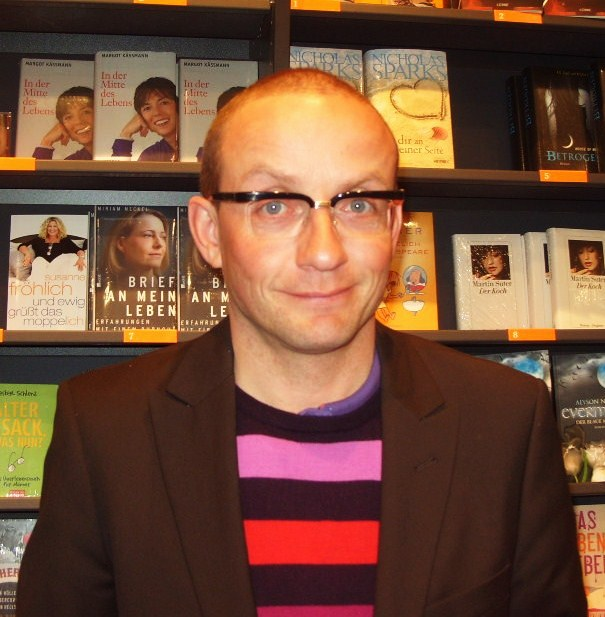
Dauerkandidat Wigald Boning

## Episodenliste

### Staffel 1
| Nr. (ges.) | Nr. (St.) | Gäste                                  | Premiere D    | Zuschauer (ges.)     | Kandidaten / Gewinn                                                                                       |
| ---------- | --------- | -------------------------------------- | ------------- | -------------------- | --- |
| 1          | 1         | Max Mutzke, Jana Ina                   | 31. Aug. 2020 | 0,80 Mio. (3,5 % MA) | Alexander Hener (Fluglehrer) und Tanja Hener (Vorstandsassistentin) / 3000 €                              |
| 2          | 2         | Guido Cantz, Torsten Sträter           | 1. Sep. 2020  | 0,85 Mio. (3,9 % MA) | Kathrin Bajgrowicz (Hausfrau) und Jessica Bajgrowicz (Kosmetikerin) / 1000 €                              |
| 3          | 3         | Jürgen von der Lippe, Ilka Bessin      | 2. Sep. 2020  | 0,82 Mio. (3,8 % MA) | Ilja Wirbelauer (Hausmeister) und Petra Wirbelauer (Verkäuferin) / 3000 €                                 |
| 4          | 4         | Viviane Geppert, Ross Antony           | 3. Sep. 2020  | 0,89 Mio. (3,9 % MA) | Sabrina Abate (Projektleiterin) und Sarah Ferl (Kaufmännische Angestellte) / 500 €                        |
| 5          | 5         | Sasha, Michael Mittermeier             | 4. Sep. 2020  | 0,60 Mio. (3,0 % MA) | Johann Lemmberger (Vertriebler im Bereich IT) und Gabriella Hiller-Lemmberger (Sprachlehrerin) / 500 €    |
| 6          | 6         | Ilka Bessin, Antoine Monot, Jr.        | 7. Sep. 2020  | 0,71 Mio. (3,2 % MA) | Alex Thomys (Friseur) und Andy Büttner (Vertriebskoordinator) / 3000 €                                    |
| 7          | 7         | Markus Krebs, Janine Kunze             | 8. Sep. 2020  | 0,85 Mio. (3,8 % MA) | Laura Wehner (Leitung Kletterhalle) und Sven Klatt (Ingenieur) / 500 €                                    |
| 8          | 8         | Steven Gätjen, Eckart von Hirschhausen | 9. Sep. 2020  | 0,83 Mio. (3,8 % MA) | Nadja Penno (Leitung Personalbereich) und Christopher Risse (Bereichsleiter Betriebsgastronomie) / 2000 € |
| 9          | 9         | Mimi Fiedler, Bülent Ceylan            | 10. Sep. 2020 | 0,80 Mio. (3,6 % MA) | Tayisiya Morderger (Tennis-Profi) und Yana Morderger (Tennis-Profi) / 3000 €                              |
| 10         | 10        | Ingo Appelt, Hendrik Duryn             | 11. Sep. 2020 | 0,60 Mio. (3,0 % MA) | Andressa Buccolo (Heilerziehungspflegerin) und Noelia Buccolo (studiert Lehramt) / 1000 €                 |
| 11         | 11        | Janin Ullmann, Sasha                   | 14. Sep. 2020 | 0,78 Mio. (3,6 % MA) | Ella Geiger (Erzieherin) und Waldemar Geiger (Fachkraft für Lagerlogistik) / 1500 €                       |
| 12         | 12        | Lisa Feller, Alexander Held            | 15. Sep. 2020 | 0,77 Mio. (3,7 % MA) | Gian Luca Storch (Student) und Ralf Storch (Polizeibeamter) / 4000 €                                      |
| 13         | 13        | Bülent Ceylan, Panagiota Petridou      | 16. Sep. 2020 | 0,85 Mio. (4,0 % MA) | Silke Hinzmann (Zahnarzthelferin) und Kurt Hinzmann (Ausbildung zum Lokführer) / 1500 €                   |
| 14         | 14        | Mimi Fiedler, Janine Kunze             | 17. Sep. 2020 | 0,77 Mio. (3,5 % MA) | Jam Luc Arash Vaez (Mediengestalter) und Kristijana Dusevic (Gastronomin) / 1500 €                        |
| 15         | 15        | Markus Krebs, Jürgen von der Lippe     | 18. Sep. 2020 | 0,76 Mio. (3,7 % MA) | Steffen Hunsen (Eventmanager) und Jessica Lüneburg (Altenpflegerin) / 2000 €                              |
| 16         | 16        | Ilka Bessin, Luca Hänni                | 21. Sep. 2020 | 0,84 Mio. (3,8 % MA) | Jana Richter (Studiert Lehramt) und Phil Richter (Studiert Literatur, Kultur und Medien) / 2000 €         |
| 17         | 17        | Paul Panzer, Larissa Rieß              | 22. Sep. 2020 | 0,89 Mio. (4,0 % MA) | Dominik Karl (Fahrdienstleiter) und Lisa Stransky (Lehrerin) / 1500 €                                     |
| 18         | 18        | Caroline Frier, Wolfgang Bosbach       | 23. Sep. 2020 | 0,91 Mio. (4,2 % MA) | Manuela Gade (Hebamme) und Peter Gade (Tanzlehrer) / 2000 €                                               |
| 19         | 19        | Annett Möller, Max Giermann            | 24. Sep. 2020 | 0,89 Mio. (3,8 % MA) | Johannes Kistler (Student) und Josefine Fischer (Studentin) / 4000 €                                      |
| 20         | 20        | Michael Mittermeier, Simon Pearce      | 25. Sep. 2020 | 0,72 Mio. (3,0 % MA) | Berenike Elsner (Einzelhandelskauffrau) und Denny Walkowiak (führt eine Cateringfirma) / 1500 €           |
| 21         | 21        | Alexandra Rietz, Michael Naseband      | 28. Sep. 2020 | 0,92 Mio. (3,7 % MA) | Joe Smith (Elektrotechniker) und Bine Schmidt (Sängerin) / 4000 €                                         |
| 22         | 22        | Smudo, Jasmin Wagner                   | 29. Sep. 2020 | 0,91 Mio. (3,6 % MA) | Pia Küpke (Gastronomin) und Dennis Küpke (Gastronom) / 1500 €                                             |
| 23         | 23        | Torsten Sträter, Paul Panzer           | 30. Sep. 2020 | 0,79 Mio. (3,4 % MA) | Laurenz Sträßer (Schüler) und Simone Roemer (Lehrerin) / 1500 €                                           |
| 24         | 24        | Sasha, Sonja Zietlow                   | 1. Okt. 2020  | 0,89 Mio. (3,7 % MA) | Miriam „Mia“ Wagner (Kassiererin) und Nadja Hoyer (Postzustellerin) / 2000 €                              |
| 25         | 25        | Elena Uhlig, Caroline Frier            | 2. Okt. 2020  | 0,66 Mio. (3,0 % MA) | Manfred Gardianczik (Bundesbankangestellter) und Andrea Schwarze (Bankkauffrau) / 2500 €                  |
| 26         | 26        | Riccardo Simonetti, Mario Basler       | 5. Okt. 2020  | 0,93 Mio. (3,7 % MA) | Svenja Neu (Studentin) und Jürgen Neu (Verkaufsfahrer) / 4000 €                                           |
| 27         | 27        | Laura Karasek, Tom Beck                | 6. Okt. 2020  | 0,86 Mio. (3,5 % MA) | Celine Willenberg (Kinderkrankenschwester) und Ziar Niazy Gastronom (Gastronom) / 2500 €                  |
| 28         | 28        | Sonja Zietlow, Horst-Pferdinand        | 7. Okt. 2020  | 0,73 Mio. (3,0 % MA) | Christine Wenkert-Brand (Pflegekraft) und Hartmut Brand (Beamter) / 2500 €                                |
| 29         | 29        | Dave Davis, Isabel Edvardsson          | 8. Okt. 2020  | 0,97 Mio. (3,9 % MA) | Maike Klutzny (Schülerin) und Dietmar Klutzny (Facility-Manager) / 1000 €                                 |
| 30         | 30        | Ralf Moeller, Smudo                    | 9. Okt. 2020  | 0,66 Mio. (2,7 % MA) | Frank Hollstein (Projektleiter) und Helene Hollstein (Selbstständig) / 1500 €                             |
| 31         | 31        | Faisal Kawusi, Matze Knop              | 7. Dez. 2020  | –                    | Alina Tissen (Sekretärin) und Sergej Tissen (Vermessungsingenieur) / 1000 €                               |
| 32         | 32        | Jeannine Michaelsen, Jana Ina          | 7. Dez. 2020  | –                    | Besarte Kerellaj (Bäckereifachverkäuferin) und Astib Thaqi (Fachkraft für Lagerlogistik) / 3000 €         |
| 33         | 33        | Melissa Khalaj, Jochen Busse           | 7. Dez. 2020  | –                    | Katharina Perkovic (Social-Media-Redakteurin) und Mirko Perkovic (Unternehmensberater) / 2500 €           |
| 34         | 34        | Faisal Kawusi, Angelina Kirsch         | 14. Dez. 2020 | –                    | Finn Naumann (Schüler) und Jan Rathje (Medienpädagoge) / 2000 €                                           |
| 35         | 35        | Eckart von Hirschhausen, Steven Gätjen | 14. Dez. 2020 | –                    | Alicia Ripka (Selbstständig im Einzelhandel) und Christian Ripka (Anlagenelektroniker) / 1000 €           |